# Íñigo López de Mendoza
Íñigo López de Mendoza, Marquès de Santillana i Comte del "Real de Manzanares" (Carrión de los Condes, província de Palència, 19 d'agost de 1398 - Guadalajara, 25 de març de 1458), fou un militar i poeta del prerenaixement.

## Biografia

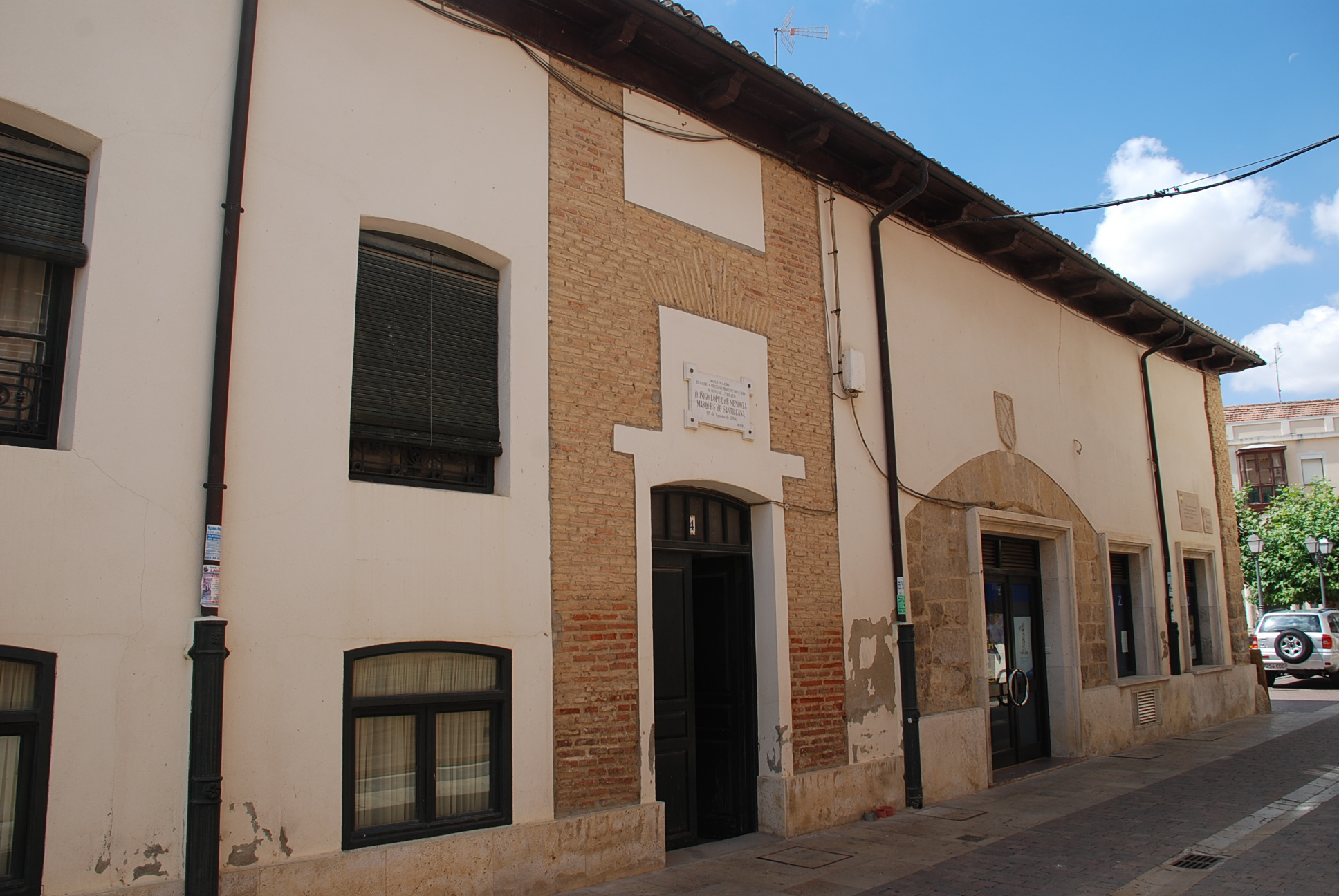
Casa natal del Marquès de Santillana a Carrión de los Condes (Palència, Castella i Lleó).

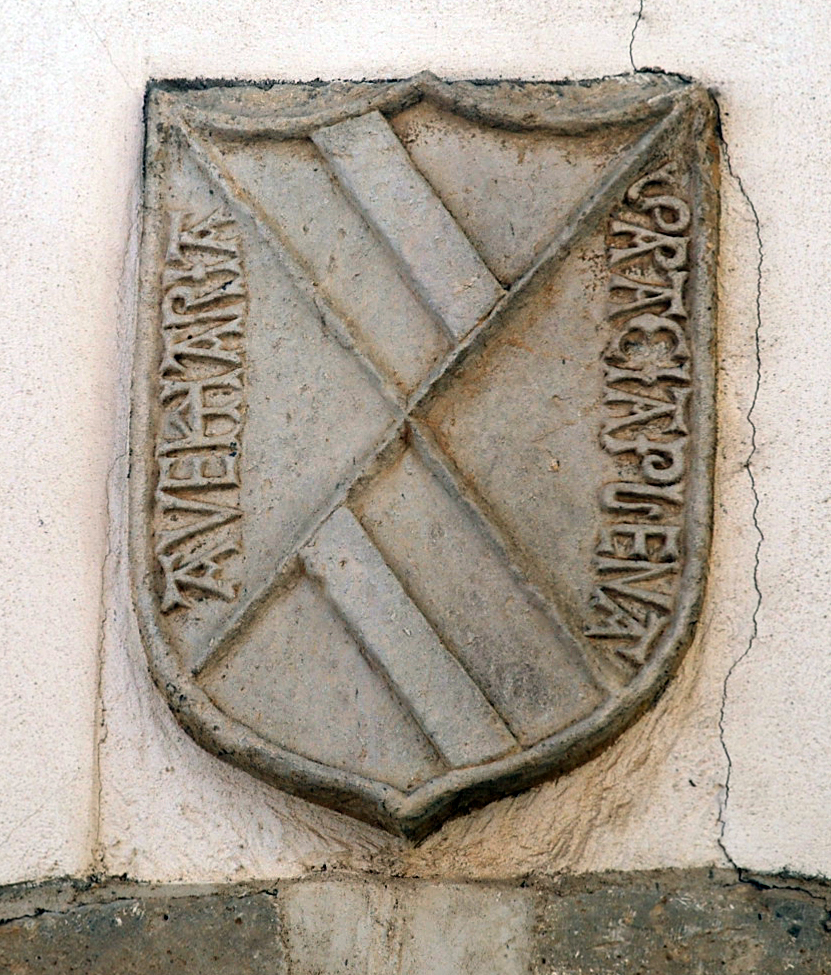
Escut d'armes de les cases de Mendoza a la casa natal del Marquès de Santillana a Carrión de los Condes (Palència, Castella i Lleó).

Personatge clau en la societat i la literatura castellana durant el regnat de Joan II de Castella, provenia d'una família noble basca, inclinada des de sempre a les lletres: el seu avi, Pedro González de Mendoza, i el seu pare, l'Almirall de Castella Diego Hurtado de Mendoza, van ser també poetes i va estar emparentat amb grans figures literàries del seu temps, com el Canceller Pero López de Ayala, Fernán Pérez de Guzmán o Gómez Manrique.
També els seus fills van continuar aquesta tasca literària i de mecenatge cultural, sobretot el gran Cardenal Pedro González de Mendoza. La seva mare va ser la riquíssima Senyora de la Casa de la Vega, Leonor Lasso de la Vega, la qual va estar casada en primeres núpcies amb Juan Téllez de Castilla, II Senyor Aguilar de Campoo i fill de l'Infant Tello de Castilla.
El seu pare va morir tenint ell cinc anys, el que va motivar que la seva mare, Leonor, hagués d'actuar amb gran habilitat per conservar la seva herència. Part de la seva infància la va passar a casa de Mencía de Cisneros, la seva àvia. Posteriorment, es va formar amb el seu oncle, l'ardiaca Gutierre, que més tard seria Arquebisbe de Toledo.
Molt jove, Íñigo es va casar a Salamanca el 1412 amb Catalina Suárez de Figueroa, filla del mort Maestre de Santiago, Lorenzo I de Figueroa, de manera que el seu patrimoni va augmentar en molt, transformant-li en un dels nobles més poderosos del seu temps.
Va marxar al cap de poc temps a Aragó, al costat del seguici de Ferran d'Antequera, i allí va ser coper del nou rei Alfons V d'Aragó, on sens dubte va conèixer l'obra de poetes en provençal i català que esmenta en el seu  Proemi . Literàriament es va formar en la cort aragonesa, accedint als clàssics de l'humanisme (Virgili, Dante Alighieri...) i de la poesia trobadoresca al costat d'Enric de Villena; a Barcelona va travar relació amb Jordi de Sant Jordi (coper), i Ausiàs March (falconer reial). A Aragó va fer estreta amistat també amb els Infants d'Aragó, en el partit militaria fins a 1429. Allà, finalment va néixer el setembre de 1417 el seu primogènit, Diego Hurtado de Mendoza y Suárez de Figueroa, futur duc de l'Infantado.
Va tornar a Castella al temps de la jura del rei Joan II de Castella i va participar en les lluites de poder entre Enric d'Aragó i Álvaro de Luna y Jarana, en el bàndol del primer. Va estar al seu costat en l'alçament de Tordesillas i en el setge del castell de la Puebla de Montalbán, al desembre de 1420.
Després de la presó del senyor Enrique, va tornar a les seves possessions d'Hita i Guadalajara. el 1428 va néixer a Guadalajara el seu sisè fill, el que seria Cardenal Mendoza.
Com a polític, va procurar a partir de 1422 immiscuir el menys possible en els assumptes d'Estat i mantenir al llarg de la seva vida la fidelitat al rei Joan II. Això el va portar a enemistar primer amb els infants d'Aragó el 1429, en no donar suport a la seva invasió de Castella l'estiu d'aquell any, i més tard, a partir de 1431, es enemistaria amb el privat reial Álvaro de Luna, encara que no per això tornaria a militar en el bàndol dels  aragonesistes .
A la primera batalla d'Olmedo (1445) va estar a les files de l'exèrcit reial, per la qual cosa el Rei li va concedir el títol de Marquès de Santillana i el comtat suprascrito. Ja l'any anterior, 1444, havia rebut la confirmació reial del privilegi al seu favor dels drets que la Corona tenia en les Astúries de Santillana.
Don Iñigo va contribuir clarament a la caiguda de don Álvaro de Luna (1453) i contra ell va escriure la seva  Doctrinal de privats , a partir de llavors comença a retirar-se de la política activa. La seva última gran aparició es produeix en la campanya contra el regne nazarí de Granada de 1455, ja sota el regnat d'Enric IV de Castella. Aquest mateix any mor la seva dona, donya Catalina de Figueroa, i el Marquès es reclou en el seu palau de Guadalajara per passar en pau i estudi els últims anys de la seva vida. El 8 de maig de 1455 va fer testament, estant a Guadalajara.
Home de gran cultura, va arribar a reunir una important biblioteca, que després va passar a ser la famosa biblioteca d'Osuna, i es va envoltar de brillants humanistes que li tenien al tant de les novetats literàries italianes, com per exemple Juan de Mena o el seu secretari i criat, Diego de Burgos, qui va compondre a la seva mort un molt erudit poema, el  Triomf del Marquès .
 Don Iñigo López de Mendoza  és el progenitor i cap de la poderosa casa del Duc de l'Infantado, Grans d'Espanya.
Va morir en el seu palau de Guadalajara el 25 de març de 1458. Les seves restes foren portades al nou panteó dels Ducs de l'Infantado a l'església de San Francisco de Guadalajara, construït entre 1696 i 1728. El 1813, el panteó fou saquejat pels invasors francesos i les restes dels diversos ducs barrejades i disperses. Les poques restes recuperades, entre les quals hom pensa que hi havia part de les d'Íñigo López, foren traslladades a una tomba del panteó de la col·legiata de Pastrana.

## Obra

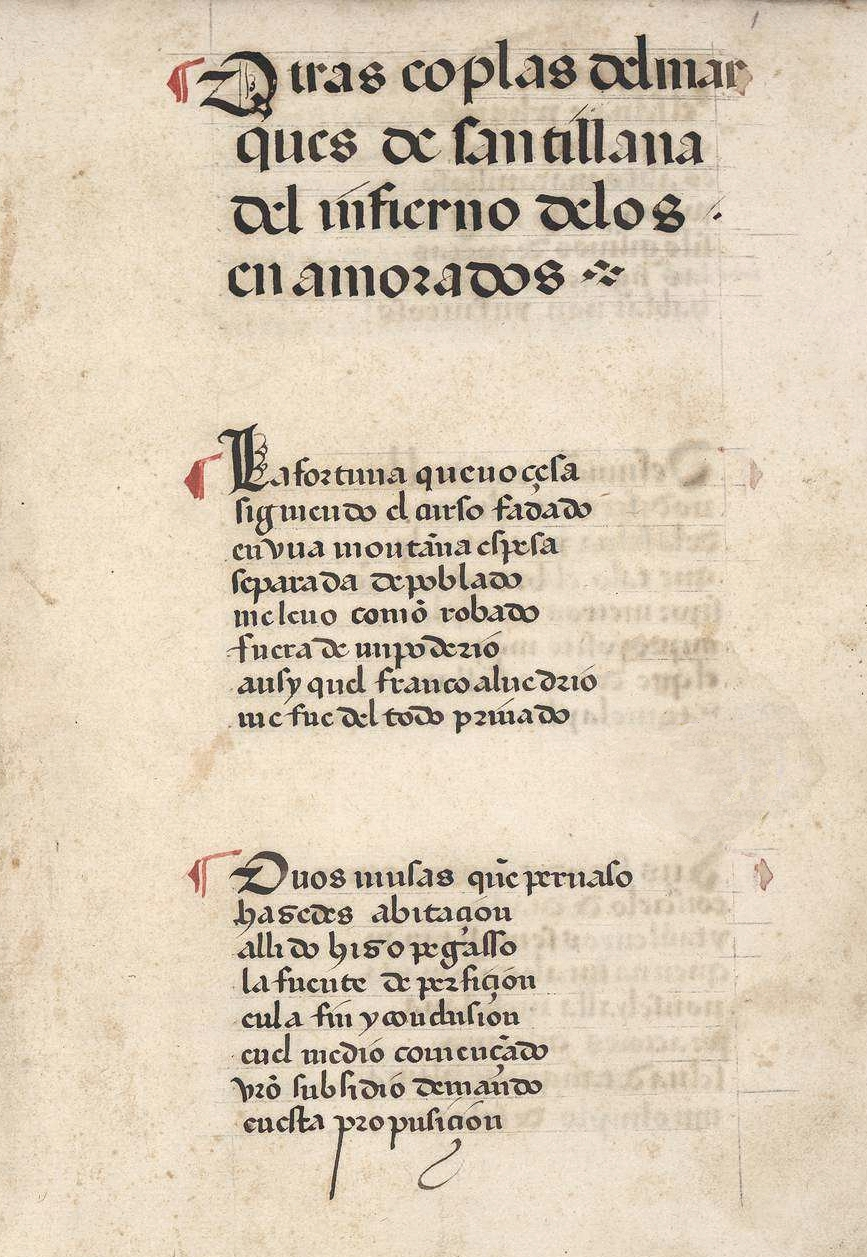
Cobles de El infierno de los enamorados en un manuscrit del segle.

Va ser, a més, un dels primers historiadors de la literatura espanyola i li van preocupar qüestions de poètica, com demostra el pròleg que va posar a les seves obres, el Proemio y carta al Condestable don Pedro de Portugal. Tota la seva obra pot inscriure's dintre de l'Escola alegòrica-dantesca; va ser sens dubte el més fervent admirador que va tenir Dante Alighieri a Espanya, i també va assimilar el que va poder de l'humanisme de Petrarca i de Giovanni Boccaccio.
És especialment recordat per les seves serranillas, poemes d'art menor que tracten de la trobada entre un cavaller i una camperola, a imitació de les pastorel·les franceses, però inspirades en una tradició popular autòctona pròpia. Va ser el primer autor que va escriure en castellà sonets, estrofa d'origen italià mal coneguda encara a Castella: els 42 Sonetos Fechos al Itálico Modo. La seva obra mestra dintre de l'estil alegòric-dantesc és la Comedieta de Ponça, on descriu la batalla naval homònima en les cobles reials. Va escriure a més poemes alegòrics i doctrinals (dezires) i lírica de cançoner, i va recopilar una de les primeres col·leccions paremiològiques en castellà, els Refranes que dicen las viejas tras el fuego.

## Descendència
- Diego Hurtado de Mendoza i Suárez de Figueroa, Duc de l'Infantado.
- Pere Lasso de Mendoza, senyor del vall del Lozoya.
- Íñigo López de Mendoza i Figueroa, Comte de Tendilla.
- Mencía de Mendoza,[6] dona de Pedro Fernández de Velasco i Manrique de Lara, Comte d'Haro. Enterrada al costat del seu marit a la Capella del Condestable, a la Catedral de Burgos.
- Lorenzo Suárez de Mendoza i Figueroa, Comte de la Corunya.
- Pedro González de Mendoza.
- Joan Hurtado de Mendoza, senyor de Colmenar, El Cardoso i El Gual.
- Maria de Mendoza, esposa de Però Afany de Ribera, Comte dels Molars.
- Leonor de la Vega i Mendoza, esposa de Gastón de la Truja Sarment, Comte de Medinaceli.
- Pere Hurtado de Mendoza, senyor de Tamajón.